# Locomotiva MÁV 377
Le locomotive 377 erano locotender a vapore saturo, a 2 cindri a semplice espansione, di rodiggio 0-3-0, delle ferrovie di stato (MÁV) del regno di Ungheria . 

## Storia
Le locomotive vennero costruite a partire dal 1885 da parte di varie fabbriche di rotabili ferroviari. Il numero maggiore uscì dalla MÁVAG di Budapest ma vennero costruite anche dalla Krauss di Linz, dalla fabbrica di stato austriaca, StEG e dalla Arad fino al 1924 raggiungendo il notevole quantitativo di 497 unità. La prima immatricolazione nelle varie ferrovie statali e private avvenne assegnando loro i numeri 574-599, 751-790, 890-893, 1041-1074 e 1124-1128. Dal 1891 vennero immesse nel "gruppo XII.5181-5670" che conservarono fino alla nazionalizzazione delle ferrovie ungheresi. In tale frangente, dal 1911 assunsero la definitiva immatricolazione nel gruppo 377.
Alla fine della prima guerra mondiale seguirono la sorte di molte altre locomotive di costruzione austroungarica e vennero assegnate in conto "riparazioni belliche" alle ferrovie di vari stati europei. Rimasero in Ungheria (MÁV) solo 205 unità. Le ferrovie della Romania (CFR) ne incorporarono 123 unità, alla Jugoslavia (SHS, linee della Slovenia) andarono 92 unità, alla Cecoslovacchia (ČSD) vennero assegnate 53 locomotive che, dal 1924, assunsero la denominazione di "serie 310.4". Alcune di queste sopravvissero in servizio statale fino al 1957 altre furono vendute per uso industriale giungendo in servizio fino agli anni settanta. Le Ferrovie dello Stato Italiane ne acquisirono 11 unitàche tuttavia vennero accantonate e demolite entro il 1927. Solo due unità andarono alla Polonia.

## Caratteristica
Si trattava di una locotender a tre assi accoppiati con telaio esterno e manovelle tipo Halsche. La caldaia forniva vapore saturo, a pressione massima di 10 bar, al motore a due cilindri esterni, a semplice espansione. La distribuzione era a cassetto piano con meccanismo del tipo Stephenson. La velocità massima raggiungibile era di 45 km/h.